# Scutulopsis
Scutulopsis pinacea — вид грибів, що належить до монотипового роду Scutulopsis.
Зв'язок цього таксону з іншими таксонами в межах порядку невідомий (incertae sedis), і його приналежність до будь-якої з родин не визначено.